# Névian
Névian é uma comuna francesa na região administrativa de Occitânia, no departamento de Aude. Estende-se por uma área de 14,25 km². Em 2010 a comuna tinha 1 331 habitantes (densidade: 93,4 hab./km²).